# Манас (приток Брахмапутры)
Мана́с (в Бутане называется Дангме, в Китае — Ньямджанг) — река в КНР, Бутане и Индии. Длина около 400 км. Является притоком реки Брахмапутра. Начинается на южных склонах центральных Гималаев. Наблюдаются весенне-летнее половодье и частые наводнения.

## Притоки
- Бумтанг[англ.]
- Мангде-Чу[англ.]
- Куру-Чу
- Кулонг-Чу[нем.]
- Гамри / Таванг-Чу[англ.]